# Obélisque du monument de Dogali
L'obélisque du monument de Dogali ou obélisque des thermes de Dioclétien est un des obélisques égyptiens transportés à Rome pour être placés aux environs du temple d'Isis.

## Origines égyptiennes
Il s'agit d'un petit obélisque en granite rouge d'Assouan, de 9,25 mètres de haut, qui a été originellement érigé avec son jumeau sous le règne de Ramsès II (-1320/-1278), devant le Temple de Rê à Héliopolis.
Ramené à Rome au Ier siècle il fut placé devant temple d'Isis à l'emplacement duquel se trouve de nos jours la basilique de la Minerve. Puis l'obélisque bascula et fut enterré sur place. L'archéologue romain Rodolfo Lanciani et son équipe le découvrit en 1883. L'inscription fut immédiatement déchiffrée indique sa provenance initiale. En outre, on savait que l'obélisque jumeau avait déjà été amenée en 1790, et placé dans le jardin de Boboli à Florence.

## Monument aux morts de Dogali (1887)

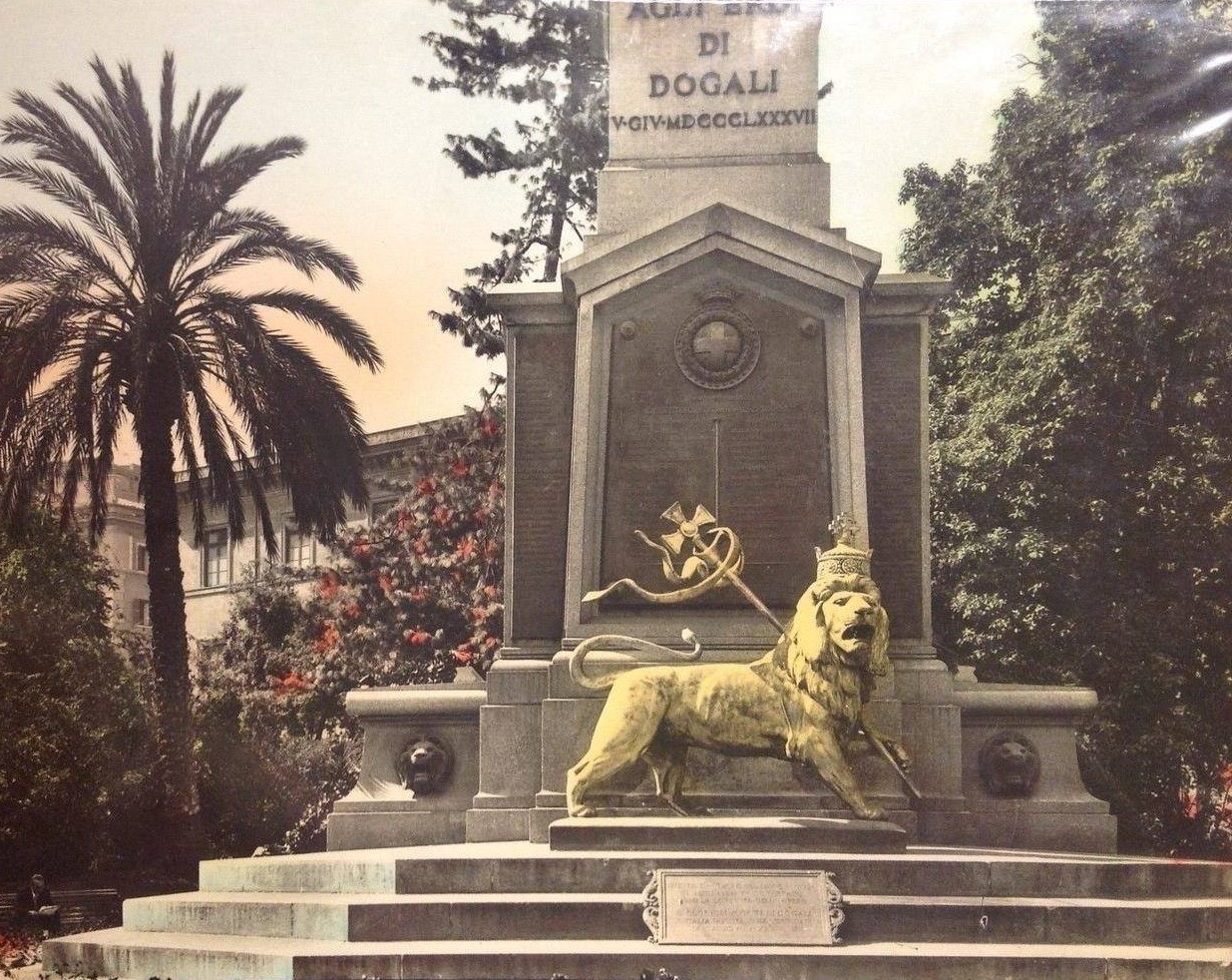
Le « Lion de Judah » au pied l'obélisque du monument de Dogali.

Redécouvert en 1883, il fut installé sur un piédestal, en 1887, sur ordre du roi Humbert Ier dans les jardins de la  Piazza dei Cinquecento, devant la gare de Rome-Termini en tant que monument commémoratif en l'honneur des soldats italiens morts en Éthiopie lors de la bataille de Dogali durant les opérations de conquête de l'Érythrée. L'ensemble du monument mesure quinze mètres de haut. Le piédestal porte sur chacune de ses faces, une plaque de bronze sur lesquels sont gravés les noms de soldats tués lors de la bataille, au total il y a 548 noms.
En 1925, il fut déplacé viale Einaudi, à quelques centaines de mètres de son précédent emplacement, près de la place de la République, dans un petit square situé face au Musée national romain.
En 1935, la statue du monument du Lion de Judah, dérobé par les italiens à Addis-Abeba lors de la seconde guerre italo-éthiopienne, est placée au pied de l'obélisque. Elle y resta jusqu'aux années 1960 avant d'être rétrocédé aux Éthiopiens après de longues négociations.